# محمدابراهیم سیف‌پور
محمدابراهیم سیف‌پور سعدآبادی (زادهٔ ۱۲ اسفند ۱۳۱۶ در تهران) کشتی‌گیر آزادکار بازنشستهٔ ایرانی است.
سیف‌پور برندهٔ ۲ مدال طلا و ۱ مدال نقرهٔ مسابقات قهرمانی جهان و ۱ مدال برنز در المپیک است. او در المپیک ۱۹۶۴ توکیو هم به مقام ششم رسید.
وی پس از پایان دوران کشتی‌گیری به عنوان مربی و مدیر ورزشی در این رشته به فعالیت پرداخت.

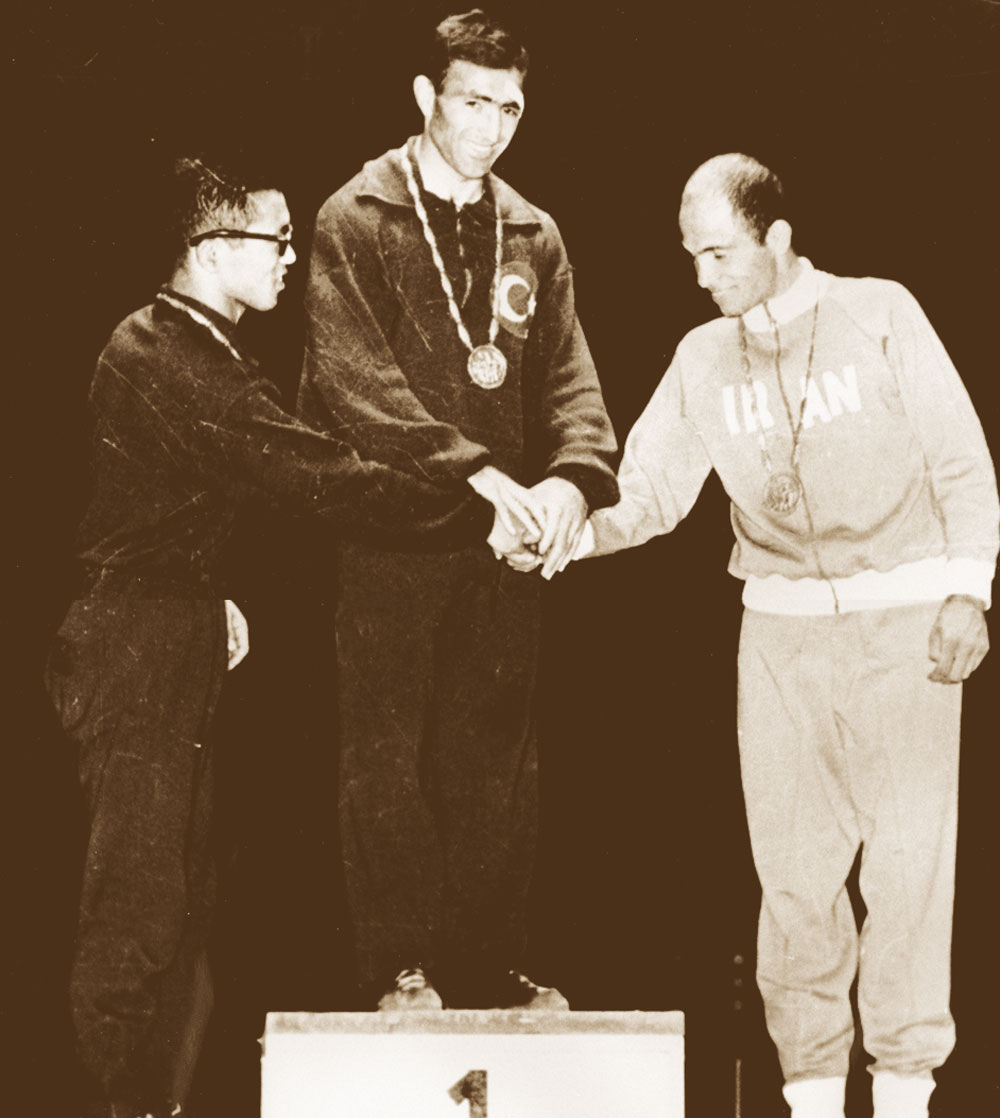
ابراهیم سیف‌پور در سکوی سوم المپیک تابستانی ۱۹۶۰